# Gunnesbo gård
Gunnesbo Gård är en idrottsplats, 4H-gård och friluftscenter på Gunnesbo i nordvästra Lund. Här finns en konstgräsplan för fotboll som är hemmaplan för Lunds BoIS. Lunds Bois fotbollsförening har också sin klubbstuga i anslutning till idrottsplatsen. Här tränar även fotbollslaget FC Nöbbelövs Fire 
Granne med idrottsplatsen är Lunds Brukshundsklubb.